# وودبریج ناتان فریس
وودبریج ناتان فریس (به انگلیسی: Woodbridge Nathan Ferris) سناتور سابق عضو حزب دموکرات ایالات متحده آمریکا بود. وی در سال ۱۹۲۳ تا ۱۹۲۸ میلادی سناتور ایالت میشیگان در سنای ایالات متحده آمریکا بود.